# Luigi Morgari
Luigi Morgari (Torino, 1º gennaio 1857 – Torino, 1º gennaio 1935) è stato un pittore italiano, noto per la sua abilità a ritrarre soggetti religiosi..

## Biografia
Era figlio del pittore torinese Paolo Emilio Morgari e della pittrice Clementina Lomazzi (Guastalla 1819 – Torino 1897).

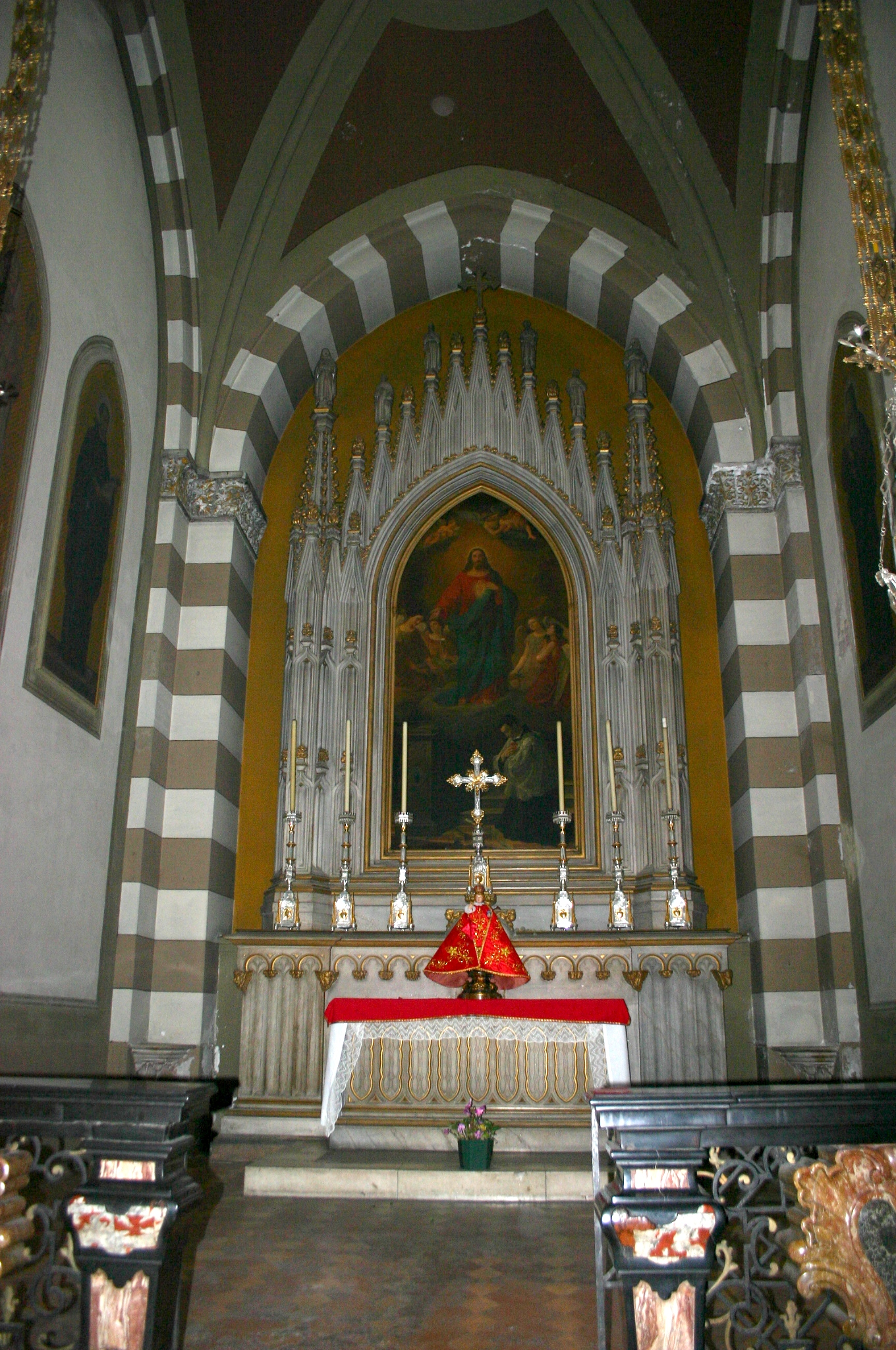
Luigi Morgari, Sacro Cuore di Gesù. Santa Maria del Carmine, Milano.

Fu allievo di Enrico Gamba e Andrea Gastaldi all'Accademia Albertina.
Collaborò per lungo tempo con il padre Paolo Emilio e lo zio Rodolfo alle "arti decorative", attività caratteristica della famiglia Morgari. Si dedicò a composizioni di soggetto profano e religioso; fu anche accurato verista e buon colorista. Si affermò alle esposizioni di Torino, Milano, Firenze e Roma.
Fu soprattutto un affrescatore ed ha lasciato numerosi dipinti nei santuari di Bussana e di Rho, nella cattedrale di Alessandria, nella chiesa di San Gioacchino e in quella di Sant'Alfonso Maria De' Liguori a Torino, nella chiesa di San Michele Arcangelo a Olevano di Lomellina (Pavia), nei palazzi della famiglia Quartana a Genova a San Luca d'Albaro e nella chiesa di San Siro a Lomazzo (CO), in seguito riprodotti anche a Tirano (SO). Nel 1919, affrescò la chiesa parrocchiale della SS. Trinità e San Bassiano a Gradella, frazione di Pandino, (diocesi di Lodi, provincia di Cremona) con un ciclo dedicato a San Bassiano, il primo vescovo della diocesi lodigiana. Ragguardevoli anche le formelle di santi ed evangelisti e le due cappelle laterali, una dedicata a Sant'Eurosia e l'altra alla Madonna del Rosario.
 Nel periodo 1922-23 affrescò la parrocchiale di Cortazzone con un San Secondo a cavallo e sulla volta San Siro benedicente il paese. Nello stesso periodo inoltre dipinse alcuni affreschi anche nella Chiesa parrocchiale di Santo Stefano a Nerviano.
Tra tutti i suoi interventi spiccano gli affreschi della basilica romana minore di San Nicolò a Lecco realizzati tra il 1925 e il 1928.
Tra le tele si ricorda il San Giuseppe Cottolengo in Sant'Andrea a Bra.

## Opere

### In Lombardia
- Cornaredo

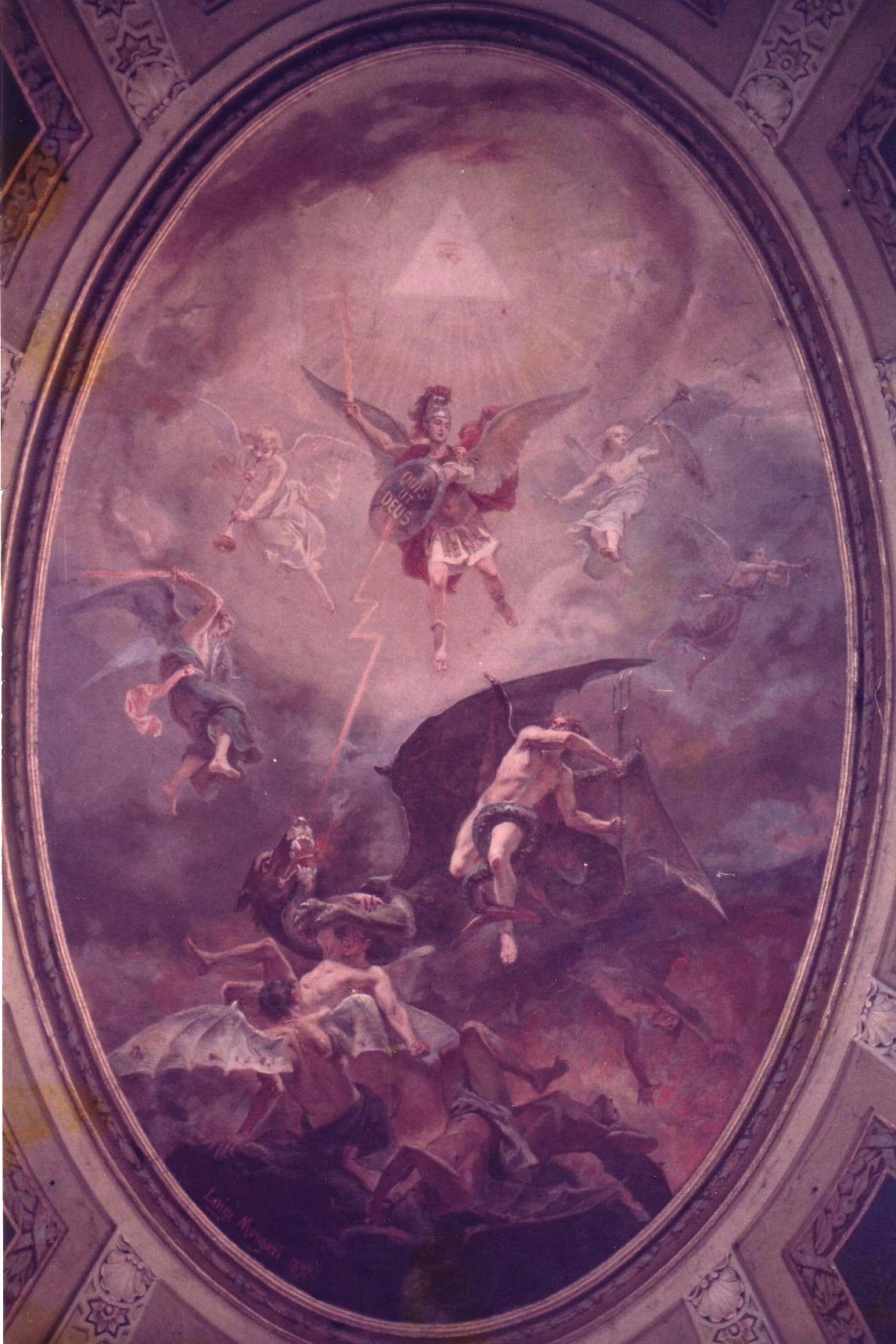
Luigi Morgari, La Lotta di San Michele contro i demoni. Chiesa di San Michele Arcangelo, Olevano di Lomellina.

  - Chiesa parrocchiale SS. Giacomo e Filippo, due grandi tempere: Miracolo della Mula alla presenza di Sant'Antonio di Padova; Sant'Isidoro Contadino in preghiera nei campi

- Casatenovo
  - Chiesa Prepositurale di S. Giorgio martire: arcone del presbiterio.
- Cuggiono
  - Chiesa Prepositurale di S. Giorgio Martire (1908-1910).
- Lomazzo
  - Affreschi nella Chiesa Prepositurale di San Siro Vescovo
- Lecco

Nella Basilica romana minore prevositurale di San Nicolò
- Cupola: Gloria della Madonna del Rosario e battaglia di Lepanto
  - atrio: calotta centrale e pennacchi
  - 8 calotte delle navate laterali
  - Lezzeno. Santuario Madonna delle lacrime. Nella volta l'Assunta,in quella centrale l'adorazione dei Magi, la presentazione al tempio e la deposizione; alle pareti le nozze di Cana, la discesa dello Spirito Santo.
- Meda

Nel Santuario del Santo Crocifisso
- volta della navata centrale: la natività di Maria, la redenzione dell'umanità,
- ai lati del presbiterio: l'ultima cena e la crocifissione
- volta del presbiterio: l'esaltazione della Croce

- Milano

Nella chiesa di chiesa di San Gottardo al Corso, decorazioni e affreschi realizzati fra il 1898 e il 1900 (non i due grandi affreschi ai lati dell'altare)
Nella chiesa di San Gregorio Magno, dipinti dei primi anni venti del Novecento:
- - Trittico con al centro la Crocefissione, a destra la resurrezione dei morti, a sinistra la redenzione delle anime del purgatorio (arco trionfale sopra l'Altare Maggiore)
  - Trittico dipinto su marmo con al centro la resurrezione di Cristo, a sinistra Santa Felicita Martire, a destra Santa Giovanna d'Arco in armatura (altare in cripta)
  - Decorazioni della cripta della chiesa

Nella chiesa di Santa Francesca Romana, dipinti dei primi anni venti del Novecento:
- - S. Francesca Romana distribuisce il pane ai poveri, del 1923 (testata sinistra del transetto)
  - la Comunione di Santa Rosalia
  - L'apparizione della Vergine a Santa Margherita (1920)

Nella chiesa di San Babila, affreschi:
- - La Moltiplicazione dei Pani e dei Pesci
  - La cena di Emmaus
  - Le nozze di Cana
- Missaglia
  - Nella Basilica di San Vittore: ciclo di affreschi sulle volte.
- Monza
  - Chiesa delle Sacramentine. La cena di Emmaus, Le nozze di Cana, La moltiplicazione dei pani.
  - Santa Maria al Carrobiolo. Decora la Cappella dell'Addolorata (trasformando la Cappella già risalente al 1649) dipingendovi La Gloria dei Barnabiti e la Gloria degli Angeli e decora le navatelle (1926).
- Olevano di Lomellina
  - Chiesa di San Michele Arcangelo. Decora la volta della parrocchiale con un ampio affresco raffigurante la Lotta di San Michele contro le forze maligne (1897).
- Olgiate Comasco
  - ciclo di affreschi nella chiesa parrocchiale dei Santi Ippolito e Cassiano (nella cupola ha collaborato Paolo Emilio Morgari) (1922)
  - affreschi nella Villa Peduzzi
  - affreschi nella cappellina e nel cortile del "Medio Evo" (1921)
- Nova Milanese. 
  - chiesa parrocchiale. via crucis su rame
- Novedrate (Como)
- Vighizzolo (Cantù). 
  - Chiesa parrocchiale. Affreschi rappresentanti la via crucis
  - Tre affreschi firmati e datati nella chiesa parrocchiale: La Samaritana al pozzo, La parabola della pecora smarrita, Il battesimo di Gesù
- Suisio
  - ciclo di affreschi nella chiesa di S. Andrea Apostolo, (1910-1913)
- Morazzone
  - Chiesa parrocchiale di Sant'Ambrogio (Morazzone). Decora la Cappella di San Giuseppe affrescandovi La morte di San Giuseppe (1924).
- Rho
  - Santuario della madonna addolorata (Rho).

Decora le volute del soffitto del Santuario con affreschi e dipinge diversi quadri raffiguranti la (Via Crucis )
- Duomo di Rovato (Rovato, Brescia)
  - Chiesa Sacro Cuore di Gesù
- Tradate
  - Cimitero di Abbiate Guazzone.
  - Cimitero di Abbiate Guazzone. Cappella dei sacerdoti defunti. Affresco "Compianto sul Cristo morto" firmato e datato 1891. Commissionato da Teodolinda Galvalisi.    - Luigi Morgari. Compianto Sul Cristo morto.
- Vertova
  - Chiesa di santa Maria Assunta
- Vittuone

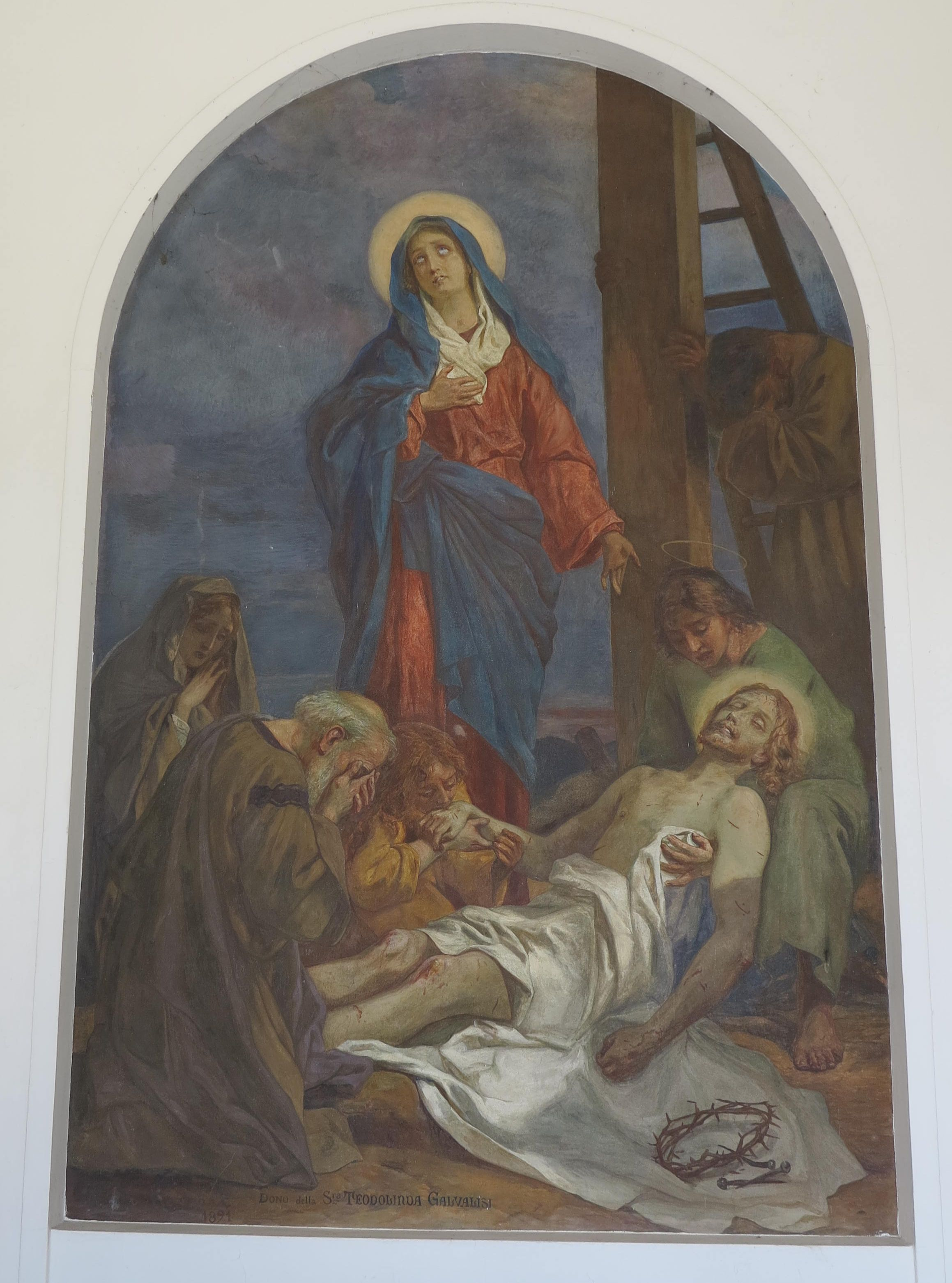
Luigi Morgari. Compianto Sul Cristo morto.

  - Chiesa parrocchiale dell'Annunciazione di Maria Vergine: affresco Il ritrovamento della Santa Croce di Gerusalemme da parte di Sant'Elena nel presbiterio
- Cassano Magnago
  - Chiesa parrocchiale S. Maria del Cerro. Ciclo di 21 affreschi, molti dei quali con firma autografa, eseguiti tra il 1895 e il 1905, lungo le pareti, le volte, la cupola e l'abside della chiesa.
- Cuasso al Monte
  - Chiesa parrocchiale di sant'Ambrogio: affreschi sulla volta centrale e le pareti con firma autografa.
- Cuasso al Piano
  - Chiesa parrocchiale di sant'Antonio Abate: trittico della crocifissione e due affreschi nel Presbiterio, autografati.

### In Piemonte
- Torino

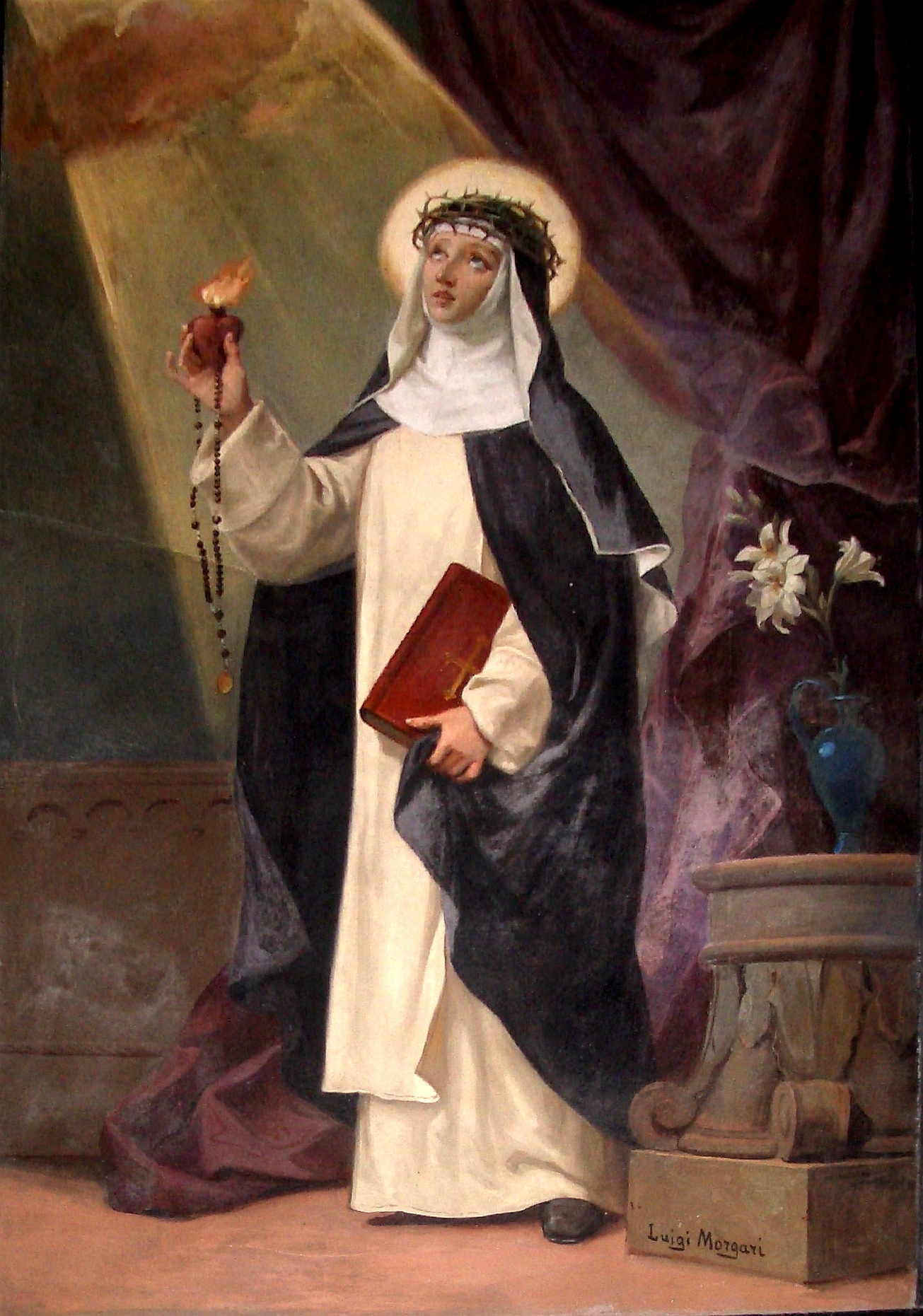
Luigi Morgari, La Beata Panattieri. San Domenico, Trino.

  - Chiesa di San Gioacchino, in corso Giulio Cesare, dall'8ª alla 13ª stazione della Via Crucis - navata destra,  dipinta sui muri delle navate laterali[5][6]
  - Santuario-Basilica della Consolata in via Maria Adelaide, dipinge la Visione di Re Arduino, collocata in testa alla balconata sulla Cappella delle Grazie (1904)
  - Chiesa della Visitazione, affreschi nella Cappella della Passione
  - Chiesa di Sant'Alfonso Maria De' Liguori, dipinta una Via Crucis (1935)[7]
  - Chiesa di San Pellegrino Laziosi, la grande tela posta sull'altare maggiore raffigurante “La guarigione miracolosa di San Pellegrino"[8]
- Belgirate
  - Parrocchiale Purificazione di Maria Vergine e , Carlo: diversi dipinti sulla volta e sulle pareti delle cappelle.
- Magognino
  - Chiesa parrocchiale di Sant'Albino.
- Fontanile
  - Chiesa di San Giovanni Battista: ciclo di affreschi sulle volte e nel presbiterio.
- Mondovì
  - Chiesa dei SS. Pietro e Paolo a Mondovì Breo: affresco eseguito sulla facciata barocca
- Cisterna d'Asti
  - Parrocchia dei Santi Gervasio e Protasio
- San Damiano d'Asti
  - Parrocchiale dei SS. Cosma e Damiano (Piazza Santi Cosma e Damiano) chiesa barocca all'interno della quale Luigi Morgari esegue un ciclo di affreschi. Qui si trova anche una sua Via Crucis su rame.
- Frabosa Soprana
  - Chiesa parrocchiale San Giovanni Battista: quattro affreschi su volta navata con ciclo vita del Santo (1911-1912), uno rifatto dal figlio Carlo su cartoni orig. per crollo soffitto (1941). Sul catino del presbiterio affresco con apoteosi del Battista invocante benedizione al paese. Altri due affreschi ai lati altare: Ultima Cena e morte San Giuseppe, e altre opere minori nei rosoni e cappelle laterali.
- Gremiasco
  - Parrocchiale della Natività della Vergine: Morgari dipinge l'Annunciazione (1896)
- Busca
  - Convento dei Cappuccini: decorazione (1926) di tipo particolare di affresco (encausto, sperimentazione-ricerca per recuperare l'antica tecnica dell'encausto)
- Novi Ligure
  - Chiesa Parrocchiale di San Nicolò, lati del presbiterio, due affreschi: Gesù tra i fanciulli e La cena di Emmaus.[9]
- Solcio di Lesa
  - Affresco della Crocefissione (1922) nella Chiesa di S.Rocco.
  - Affresco (1924) eseguito su di una parete interna della Villa Cavallini raffigurante fanciulle in uno scorcio del giardino e del paesaggio circostante.[10]
- Sant'Ambrogio di Torino
  - Affreschi della volta della Chiesa di San Giovanni Vincenzo (1900) in Sant'Ambrogio di Torino.
- Vinovo
  - Quadri delle Quattro stagioni, sala delle stagioni del castello dei signori "Della Rovere"
- Sommariva del Bosco
  - Chiesa parrocchiale dei SS Giacomo e Filippo. Ciclo pittorico comprendente Re Davide, S. Giovani Battista, i santi titolari Giacomo e Filippo, i dodici apostoli, i quattro evangelisti, la gloria del cielo con la SS Trinità
- Cortazzone
  - Chiesa parrocchiale di San Secondo, Affresco di San Secondo a Cavallo, Lunetta sulla volta ritraente San Siro benedicente il paese di Cortazzone. Fra gli angioletti, fa spicco uno senza ali, in realtà ritratto di Guglielmo Alessio all'età di due anni. Il fanciullo in seguito divenuto sacerdote diverrà 38 anni dopo titolare di quella parrocchia, dove resterà fino alla sua tragica morte trent'anni dopo.
- Villa San Secondo
  - Chiesa parrocchiale. Affresco della " Cena di Emmaus" , della "Deposizione"
- Castagnole Piemonte, 4 affreschi ai lati del presbiterio
- Vaprio d'Agogna, Chiesa parrocchiale SS. Annunziata e S. Lorenzo, 3 tele in cappelle laterali (San Giuseppe, Assunzione, Crocifissione)
- Isola d'Asti, 
  - Chiesa San Pietro, 4 affreschi (Trinità, Gesù che accoglie i bambini, Vocazione di San Pietro, Martirio di San Pietro)
- Callianetto, Asti, affreschi nell'abside della chiesa parrocchiale SS. Annunziata.

### In Liguria
- Imperia
  - Santuario parrocchia di S. Giuseppe: quadro della Madonna del Suffragio
- Airole
  - Chiesa parrocchiale dei Santi Filippo e Giacomo: affreschi
- Diano Marina
  - Chiesa parrocchiale di Diano Marina ricostruita dopo il terremoto (progetto arch. L. Crescia): affreschi della volta dell'inizio del Novecento (altri affreschi di questo rifacimento sono di Raffaello Resio)
- Genova-Quarto
  - Affreschi nella villa Quartara (villa di Lorenzo Quartara, allora sindaco di Quarto)
- Orero (Genova)
  - Chiesa di S. Michele Arcangelo, Soglio (navata)
- Pieve Ligure
  - Chiesa parrocchiale: affreschi sull'altar maggiore (Nascita di Gesù, Visitazione, S. Michele e gli angeli in adorazione); nella volta (Madonna del Rosario e S. Cuore); medaglioni con gli Evangelisti; S. Pietro, S. Rodano. L'inaugurazione di questi affreschi ebbe luogo nel 1923
- Santa Margherita Ligure
  - Chiesa di San Lorenzo della Costa
- Rapallo
  - Chiesa di San Pietro di Novella
- Lavagna
  - Affreschi nella chiesa di santo Stefano
- Borzonasca
  - Chiesa di San Bartolomeo
- Genova (quartiere di S. Teodoro)
  - Santuario di San Francesco da Paola dipinto raffigurante la Madonna del Miracolo e relativi affreschi dell'omonima cappella

### In Turchia
- Smirne
  - Chiesa del S. Rosario di Alsancak (Katolik Kilisesi): nell'abside notevole pittura su tela rappresentante la Madonna del Rosario. Il quadro fu portato in Turchia nel 1904.